# Międzygminny Związek Komunikacji Pasażerskiej w Tarnowskich Górach
Międzygminny Związek Komunikacji Pasażerskiej w Tarnowskich Górach (MZKP Tarnowskie Góry) – istniejący w latach 1992–2018 związek międzygminny, którego celem było organizowanie transportu zbiorowego. 
MZKP Tarnowskie Góry istniał do 31 grudnia 2018 roku, zaś od 1 stycznia 2019 organizacją transportu na terenie Górnośląsko-Zagłębiowskiej Metropolii (oraz gmin członkowskich MZKP poza metropolią: Miasteczko Śląskie, Tworóg, Krupski Młyn, Wielowieś i Toszek) zajmuje się Zarząd Transportu Metropolitalnego.

## Gminy członkowskie
W ostatnim dniu funkcjonowania do MZKP należały gminy: Krupski Młyn, Miasteczko Śląskie, Mierzęcice, Ożarowice, Świerklaniec, Tarnowskie Góry, Toszek, Tworóg, Wielowieś i Zbrosławice.
W 2006 roku chęć przynależenia do związku zgłosiły Pyskowice (jednak ze względu na sprzeciw Piekar Śląskich nie stały się członkiem związku). W 2007 Piekary Śląskie zgłosiły chęć wystąpienia ze związku, a 1 lipca 2008 miasto zleciło organizację komunikacji miejskiej KZK GOP.
W 2011 roku Wielowieś zdecydowała się uruchomić połączenie z Pyskowicami.
W 2014 roku do związku dołączyła gmina Toszek.

## Linie
Na mocy porozumienia z KZK GOP w autobusach kursujących na zlecenie MZKP obowiązywał wspólny bilet z KZK GOP.
W ostatnim dniu swojej działalności MZKP organizowało komunikację na 60 ogólnodostępnych liniach autobusowych:
| Linia | Przystanek początkowy          | Przystanek końcowy             | Typ taboru    | Miasta (gminy)                                                                    |        |
| ----- | ------------------------------ | ------------------------------ | ------------- | --------------------------------------------------------------------------------- | ------ |
| 3     | Osada Jana Pawilon             | Stare Tarnowice Pętla          | BN            | Tarnowskie Góry                                                                   | [ 1 ]  |
| 5     | Tarnowskie Góry Dworzec        | Katowice Plac Wolności         | BN/CN         | Tarnowskie Góry, Świerklaniec, Piekary Śląskie, Siemianowice Śląskie, Katowice    | [ 2 ]  |
| 17    | Bytom Dworzec                  | Siedliska                      | BN            | Bytom, Radzionków, Świerklaniec, Ożarowice, Bobrowniki, Mierzęcice                | [ 3 ]  |
| 19    | Tarnowskie Góry Dworzec        | Bytom Dworzec                  | BN            | Tarnowskie Góry, Bytom                                                            | [ 4 ]  |
| 53    | Osiedle Wieczorka Dworzec      | Sączów Kościół                 | BN            | Piekary Śląskie, Bobrowniki, Bytom, Ożarowice                                     | [ 5 ]  |
| 64    | Tarnowskie Góry Dworzec        | Stare Tarnowice Pętla          | BN            | Tarnowskie Góry                                                                   | [ 6 ]  |
| 78    | Tarnowskie Góry Dworzec        | Miedary Posesja 17             | BN            | Tarnowskie Góry, Zbrosławice                                                      | [ 7 ]  |
| 83    | Tarnowskie Góry Dworzec        | Zabrze Goethego                | BN            | Tarnowskie Góry, Bytom, Zbrosławice, Zabrze                                       | [ 8 ]  |
| 85    | Bytom Dworzec                  | Pyrzowice Port Lotniczy        | BN            | Bytom, Piekary Śląskie, Bobrowniki, Ożarowice                                     | [ 9 ]  |
| 87    | Tarnowskie Góry Dworzec        | Żyglin Kościół                 | BN            | Tarnowskie Góry, Miasteczko Śląskie, Świerklaniec                                 | [ 10 ] |
| 94    | Tarnowskie Góry Dworzec        | Bytom Dworzec                  | BN/CN         | Tarnowskie Góry, Radzionków, Bytom                                                | [ 11 ] |
| 103   | Tąpkowice Szkoła               | Wojkowice Park                 | BN            | Ożarowice, Bobrowniki, Wojkowice                                                  | [ 12 ] |
| 105   | Osiedle Wieczorka Dworzec      | Mierzęcice Siedliska           | AN            | Piekary Śląskie, Bobrowniki, Mierzęcice                                           | [ 13 ] |
| 112   | Tarnowskie Góry Dworzec        | Gliwice Plac Piastów           | BN            | Tarnowskie Góry, Bytom, Zabrze, Zbrosławice, Gliwice                              | [ 14 ] |
| 119   | Strąków Pętla                  | Katowice Plac Wolności         | BN            | Ożarowice, Bobrowniki, Wojkowice, Piekary Śląskie, Siemianowice Śląskie, Katowice | [ 15 ] |
| 129   | Tarnowskie Góry Dworzec        | Krupski Młyn Słoneczna         | BN/CN         | Tarnowskie Góry, Tworóg, Krupski Młyn                                             | [ 16 ] |
| 134   | Tarnowskie Góry Dworzec        | Wieszowa Dworzec PKP           | BN            | Tarnowskie Góry, Zbrosławice                                                      | [ 17 ] |
| 142   | Tarnowskie Góry Dworzec        | Strzybnica Kościelna           | AN            | Tarnowskie Góry                                                                   | [ 18 ] |
| 143   | Tarnowskie Góry Dworzec        | Tworóg Zamek                   | BN            | Tarnowskie Góry, Tworóg                                                           | [ 19 ] |
| 145   | Tarnowskie Góry Dworzec        | Bibiela Pętla                  | BN            | Tarnowskie Góry, Miasteczko Śląskie, Świerklaniec                                 | [ 20 ] |
| 151   | Tarnowskie Góry Dworzec        | Miasteczko Śląskie Huta        | BN            | Tarnowskie Góry, Świerklaniec, Miasteczko Śląskie                                 | [ 21 ] |
| 152   | Pyskowice Plac Wyszyńskiego    | Wielowieś Centrum Przesiadkowe | minibus/ BN   | Pyskowice, Toszek, Wielowieś                                                      | [ 22 ] |
| 153   | Pyskowice Plac Wyszyńskiego    | Stare Tarnowice Szpital        | AN            | Pyskowice, Zbrosławice, Tarnowskie Góry                                           | [ 23 ] |
| 158   | Tarnowskie Góry Dworzec        | Rokitnica Pętla                | BN            | Tarnowskie Góry, Bytom, Zabrze                                                    | [ 24 ] |
| 168   | Osiedle Wieczorka Dworzec      | Katowice Plac Wolności         | BN            | Piekary Śląskie, Siemianowice Śląskie, Katowice                                   | [ 25 ] |
| 173   | Bytom Dworzec                  | Świerklaniec Park              | BN            | Bytom, Radzionków, Świerklaniec, Tarnowskie Góry                                  | [ 26 ] |
| 174   | Bobrowniki Śląskie             | Sowice Czarna Huta             | AN            | Tarnowskie Góry                                                                   | [ 27 ] |
| 179   | Mierzęcice Magazyny            | Tarnowskie Góry Dworzec        | BN            | Mierzęcice, Ożarowice, Bobrowniki, Świerklaniec, Tarnowskie Góry                  | [ 28 ] |
| 180   | Tarnowskie Góry Dworzec        | Tworóg Kościół                 | BN            | Tarnowskie Góry, Zbrosławice, Tworóg, Wielowieś                                   | [ 29 ] |
| 189   | Tarnowskie Góry Dworzec        | Strzybnica Kościelna           | AN            | Tarnowskie Góry                                                                   | [ 30 ] |
| 191   | Tarnowskie Góry Dworzec        | Zbrosławice Urząd Gminy        | BN            | Tarnowskie Góry, Zbrosławice                                                      | [ 31 ] |
| 192   | Tarnowskie Góry Dworzec        | Chorzów Stary Szyb Prezydent   | BN            | Tarnowskie Góry, Świerklaniec, Piekary Śląskie, Bytom, Chorzów                    | [ 32 ] |
| 203   | Płużniczka Wieś                | Boguszyce                      | minibus/BN    | Toszek                                                                            | [ 33 ] |
| 204   | Proboszczowice                 | Wilkowiczki Las                | minibus/AN    | Toszek, Wielowieś                                                                 | [ 34 ] |
| 205   | Dąbrówka Kościół               | Toszek                         | minibus/AN/BN | Wielowieś, Toszek                                                                 | [ 35 ] |
| 206   | Ciochowice                     | Kotliszowice Wieś              | minibus/AN    | Toszek, Wielowieś                                                                 | [ 36 ] |
| 207   | Pyskowice Plac Wyszyńskiego    | Toszek                         | AN/BN         | Pyskowice, Toszek                                                                 | [ 37 ] |
| 208   | Pyskowice Plac Wyszyńskiego    | Paczyna                        | minibus       | Pyskowice, Toszek                                                                 | [ 38 ] |
| 225   | Mierzęcice Magazyny            | Będzin Kościuszki              | BN            | Ożarowice, Mierzęcice, Będzin, Psary                                              | [ 39 ] |
| 246   | Tarnowskie Góry Dworzec        | Sączów Kościół                 | AN            | Tarnowskie Góry, Świerklaniec, Ożarowice, Bobrowniki                              | [ 40 ] |
| 283   | Świerklaniec Park              | Podsiemonia                    | BN            | Tarnowskie Góry, Świerklaniec, Ożarowice, Bobrowniki, Mierzęcice                  | [ 41 ] |
| 289   | Tarnowskie Góry Dworzec        | Repty Śląskie Witosa           | BN            | Tarnowskie Góry                                                                   | [ 42 ] |
| 614   | Rybna Lotników                 | Miasteczko Śląskie Osiedle     | BN            | Tarnowskie Góry, Miasteczko Śląskie                                               | [ 43 ] |
| 615   | Rybna Lotników                 | Miasteczko Śląskie Osiedle     | BN            | Zbrosławice, Tarnowskie Góry, Miasteczko Śląskie                                  | [ 44 ] |
| 625   | Mierzęcice Magazyny            | Będzin Kościuszki              | BN            | Mierzęcice, Siewierz, Psary, Będzin                                               | [ 45 ] |
| 646   | Tarnowskie Góry Dworzec        | Celiny OSP                     | BN            | Tarnowskie Góry, Świerklaniec, Ożarowice, Bobrowniki, Mierzęcice                  | [ 46 ] |
| 670   | Tarnowskie Góry Dworzec        | Pniowiec Pętla                 | BN            | Tarnowskie Góry                                                                   | [ 47 ] |
| 671   | Tarnowskie Góry Dworzec        | Pniowiec Pętla                 | BN            | Tarnowskie Góry                                                                   | [ 48 ] |
| 712   | Przezchlebie Pętla             | Wieszowa Cmentarz              | BN            | Zbrosławice                                                                       | [ 49 ] |
| 717   | Świerklaniec Park              | Strąków Pętla                  | BN            | Świerklaniec, Ożarowice, Bobrowniki                                               | [ 50 ] |
| 736   | Pniowiec Pętla                 | Miedary Tarnogórska            | BN            | Tarnowskie Góry, Zbrosławice                                                      | [ 51 ] |
| 737   | Dąbrówka Kościół               | Wielowieś Centrum Przesiadkowe | BN            | Wielowieś                                                                         | [ 52 ] |
| 738   | Świerklaniec Park              | Siewierz Dom Kultury           | AN            | Tarnowskie Góry, Świerklaniec, Ożarowice, Bobrowniki, Mierzęcice, Siewierz        | [ 53 ] |
| 739   | Pyskowice Plac Wyszyńskiego    | Tarnowskie Góry Dworzec        | minibus       | Pyskowice, Toszek, Zbrosławice, Tarnowskie Góry                                   | [ 54 ] |
| 742   | Boruszowice Hanusek            | Mikołeska                      | minibus       | Tworóg                                                                            | [ 55 ] |
| 743   | Świniowice Osiedle             | Tworóg Szkoła                  | minibus       | Tworóg                                                                            | [ 56 ] |
| 747   | Wielowieś Centrum Przesiadkowe | Wielowieś Centrum Przesiadkowe | minibus       | Wielowieś, Tworóg                                                                 | [ 57 ] |
| 748   | Wielowieś Centrum Przesiadkowe | Wielowieś Centrum Przesiadkowe | minibus       | Wielowieś, Tworóg                                                                 | [ 58 ] |
| 780   | Stare Tarnowice Pętla          | Szarlej Kaufland               | BN            | Tarnowskie Góry, Świerklaniec, Piekary Śląskie                                    | [ 59 ] |
| 791   | Tarnowskie Góry Dworzec        | Pyskowice Plac Wyszyńskiego    | BN            | Tarnowskie Góry, Bytom, Zbrosławice, Toszek, Pyskowice                            | [ 60 ] |

Ponadto przez gminy członkowskie MZKP przebiegało 13 linii autobusowych, których organizacją zajmował się KZK GOP:
| Linia | Przystanek początkowy   | Przystanek końcowy          | Miasta (gminy)                                       |        |
| ----- | ----------------------- | --------------------------- | ---------------------------------------------------- | ------ |
| 15    | Bytom Dworzec           | Zabrze Goethego             | Bytom, Zabrze, Zbrosławice                           | [ 61 ] |
| 20    | Bytom Dworzec           | Pyskowice Szpitalna         | Bytom, Zabrze, Zbrosławice, Pyskowice                | [ 62 ] |
| 57    | Brzezinka Wałbrzyska    | Helenka Kościół             | Gliwice, Zbrosławice, Zabrze, Bytom                  | [ 63 ] |
| 80    | Tarnowskie Góry Dworzec | Gliwice Plac Piastów        | Tarnowskie Góry, Zbrosławice, Gliwice, Zabrze, Bytom | [ 64 ] |
| 132   | Wieszowa Dworzec PKP    | Bytom Dworzec               | Zbrosławice, Zabrze, Bytom                           | [ 65 ] |
| 135   | Bytom Dworzec           | Stare Tarnowice Pętla       | Bytom, Tarnowskie Góry                               | [ 66 ] |
| 184   | Bytom Dworzec           | Pyskowice Plac Wyszyńskiego | Bytom, Zabrze, Zbrosławice, Pyskowice                | [ 67 ] |
| 269   | Siewierz Dom Kultury    | Będzin Kościuszki           | Siewierz, Mierzęcice, Psary, Będzin                  | [ 68 ] |
| 288   | Gliwice Plac Piastów    | Przezchlebie Pętla          | Gliwice, Zbrosławice                                 | [ 69 ] |
| 617   | Rokitnica Budowlana     | Sikornik Osiedle            | Zabrze, Zbrosławice, Gliwice                         | [ 70 ] |
| 617N  | Helenka ELZAB           | Gliwice Zajezdnia           | Zabrze, Zbrosławice, Gliwice                         | [ 71 ] |
| 735   | Bytom Dworzec           | Tarnowskie Góry Dworzec     | Bytom, Tarnowskie Góry                               | [ 72 ] |
| 820   | Tarnowskie Góry Dworzec | Katowice Piotra Skargi      | Tarnowskie Góry, Bytom, Chorzów, Katowice            | [ 73 ] |